# Метрополитан-авеню (линия Джамейка, Би-эм-ти)
Метрополитан-авеню (англ. Metropolitan Avenue) — бывшая станция Нью-Йоркского метрополитена, входившая в состав линии Джамейка. Территориально станция находилась в Куинсе, в округе Джамейка, на пересечении Джамейка-авеню и Метрополитан-авеню. На момент закрытия станция обслуживалась единственным маршрутом — J, который работал здесь круглосуточно.
Эта станция — самая западная на линии линии Джамейка, подвергшаяся сносу. Следующая к западу станция — 121-я улица — до сих пор функционирует и обслуживает поезда этой линии (J и Z). Эта же станция была открыта 12 декабря 1916 года и проработала 69 лет до 15 апреля 1985 года. Решение о закрытии этого участка линии было принято из-за нового проекта BMT Archer Avenue Line. Сама конструкция уже не эксплуатировавшейся станции простояла ещё пять лет и только в конце 1990 года была разобрана. 
Станция представляла собой две боковых платформы и два пути. Между путями существовало пространство для третьего пути, который не был проложен. Имела выход к перекрёстку Джамейка-авеню и Метрополитан-авеню, по которому и названа.

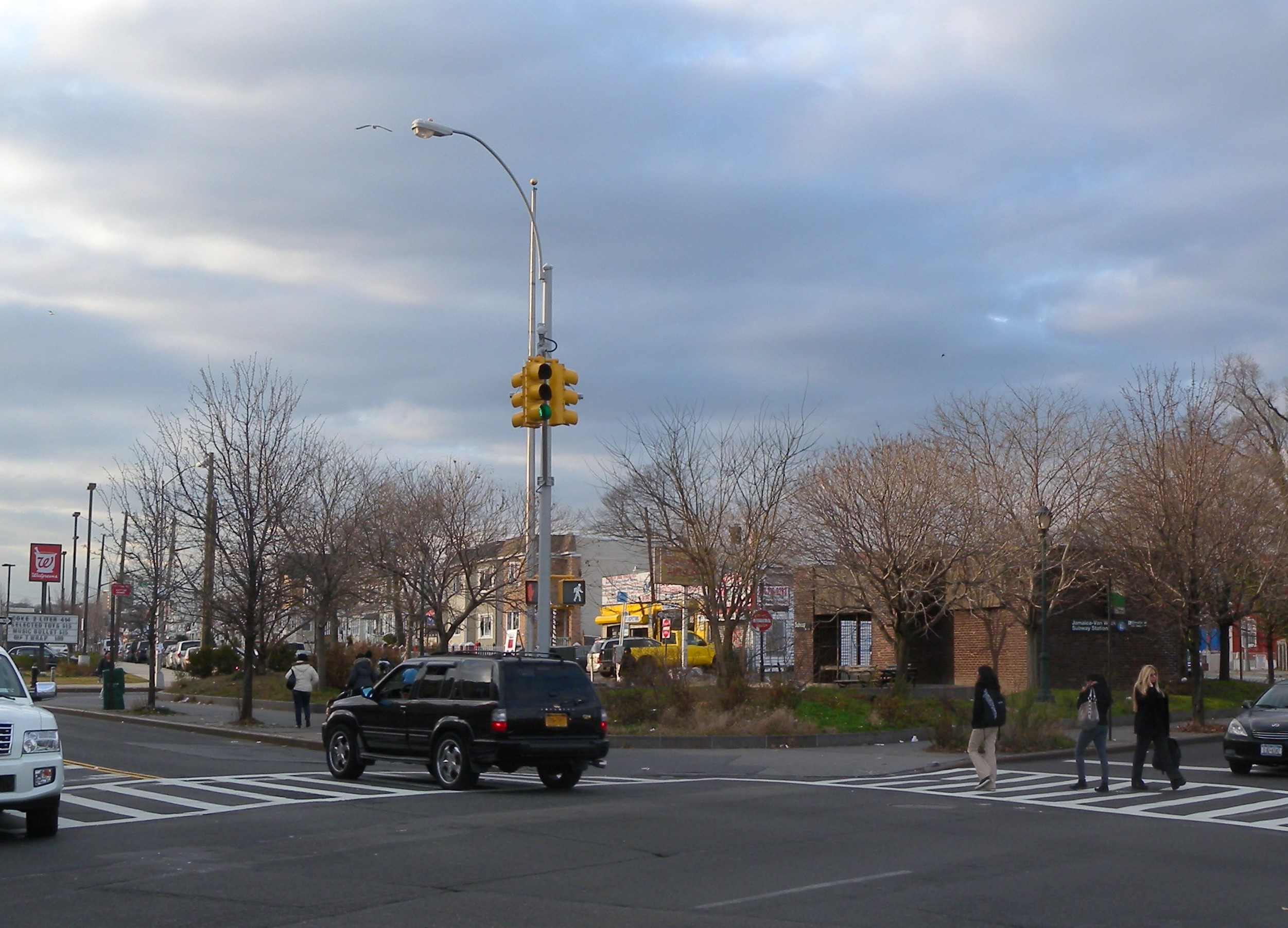
Перекрёсток, где раньше располагалась станция. Фото декабря 2011 года